# Simone Veil
Simone Veil, född Jacob 13 juli 1927 i Nice, död 30 juni 2017 i Paris, var en fransk jurist och politiker. Mellan 1979 och 1982 var hon  talman i Europaparlamentet och 1974–1979 och 1993–1995 hälsominister i Frankrikes regering. Hon blev mest känd för den abortlag som bär hennes namn och för att under många år ha varit en av Frankrikes mest omtyckta personer.

## Biografi
Simone Jacob föddes 1927 i Nice som dotter till en judisk arkitekt. Under andra världskriget studerade hon juridik och avlade magisterexamen vid Institut d'Etudes Politiques de Paris. Vichyregimen förbjöd fadern att utöva sitt yrke 1941 och familjen deporterades 1944. Hennes föräldrar och bror dog, medan Simone och hennes två systrar överlevde Förintelsen.
Hon gifte sig efter krigsslutet med Antoine Veil med vilken hon fick tre barn. År 1957 började hon verka politiskt, då hon värvades till justitiedepartementet som attaché. Bland annat engagerade hon sig offentligt i abort- och adoptionsfrågor. År 1969 blev hon teknisk rådgivare vid departementet, och 1970 generalsekreterare vid det Högre Rättsliga Rådet (Conseil Supérieur de la Magistrature). Den befattningen hade hon till 1974, då hon under Valéry Giscard d'Estaing blev sjukvårds- och hälsominister. Hennes politiska karriär började på riktigt när Valéry Giscard d’Estaing blev Frankrikes 20:e president, han hade tagit beslut om att få in fler kvinnor i sin regering och kallade in Simone Veil till hälsovårdsministeriet. Det är här hon påbörjar det som hon sen har kommit att bli mest känd för, hon frigör tillgången till preventivmedel och 1975 visar hon hur hon röstar ja till den abortlag som idag bär hennes namn, Veils lag. År 1979 valdes hon till talman i Europaparlamentet, och kvarblev på den posten till 1982. Hon verkade därefter inom Europeiska unionen i olika roller. År 1993 inträdde hon återigen i Frankrikes regering, efter att ha lämnat sina europeiska mandat gick hon med i Balladur-regeringen där hon arbetade med hälsa och stadsfrågorM samma år blev hon Frankrikes första kvinnliga socialminister.
Hon var ledamot av Frankrikes konstitutionella råd 1998–2007.
År 2007, då hon var 80 år gammal, publicerades hennes självbiografi Une Vie. Det är en bok som innehåller historier från hennes bakgrund, förintelsen och hennes stora och betydelsefulla karriär hon drev i både fransk och europeisk politik. Från den 18 mars 2010 till sin död besatt hon stol nummer 13 i Franska akademien, där hon hade efterträtt den tidigare premiärministern Pierre Messmer som gick bort 2007.
Bland de utmärkelser som tilldelades Veil kan nämnas Hederslegionens storkors, Karlspriset, Brittiska imperieorden, Prinsessan av Asturiens pris, samt hedersdoktorat vid Yale University och Cambridge University.

## Utmärkelser
- Hedersdoktor vid Princeton University,  1975[21]
- Monismanienpriset,  1977
- Hedersdoktor vid Bar-Ilan-universitetet,  1979[22]
- Hedersdoktor vid Hebreiska universitetet i Jerusalem,  1980[23]
- Hedersdoktor vid Edinburghs universitet,  1980
- Karlspriset,  28 maj 1981[24]
- Hedersmedborgare i Bryssel,  26 maj 1982[25]
- Prinsessan av Asturiens pris för internationellt samarbete,  2005[26]
- Hedersdoktor vid Vrije Universiteit Brussel,  2007[27]
- Storofficer av Hederslegionen,  2009[28]
- Coudenhove-Kalergi-plaketten,  2010
- Staden Düsseldorfs Heinrich Heine-pris,  2010[29][30]
- Schillerpreis der Stadt Marbach am Neckar,  2011[31]
- Hedersmedalj för hälsa och sociala frågor, guldklass,  2012
- Storkors av Hederslegionen,  13 juli 2012[32]
- Tre Stjärnors orden, andra klass
- Dame Commander av Brittiska imperieorden
- Riddare av Nationalförtjänstorden
- Storkorset av Henrik Sjöfararens orden[33]
- Europeiska medborgarrättspriset för sinti och romer
- Hedersdoktor vid Universidad Nacional Autónoma de México
- Hedersdoktor vid Brandeis University
- Nord-Syd-priset
- Hedersdoktor vid Université libre de Bruxelles

[Redigera Wikidata]